# 무진고성지
무진고성지(武珍古城址)는 광주광역시 북구 두암동, 무등산에 있는 남북국 시대 신라의 성터이다. 1989년 3월 20일 광주광역시의 기념물 제14호로 지정되었다.

## 개요
광주광역시 북구 무등산에 있는 성터로, 무등산의 북쪽 지맥인 장원봉을 중심으로 잣고개의 장대봉과 제4수원지 안쪽의 산 능선을 따라 타원형으로 만들어졌다. 성벽은 바닥에 5단 정도를 돌로 쌓아올리고, 그 위의 성벽을 잡석으로 채우는 방식이다.
성벽의 남북 길이는 1000m이고, 동서의 너비는 약 500m, 둘레는 3500m에 달하는 규모가 큰 성이다. 성안에서 ‘관(官)’, ‘국성(國城)’ 등의 글자를 새긴 기와조각들과 새, 귀신의 얼굴을 새긴 막새기와, 그리고 순청자, 상감청자 자기조각들이 발견되었다. 특히 잣고개 남쪽 위층 건물터에서 발견된 새무늬 수막새에는 다른 곳에서 볼 수 없는 독특한 새무늬가 있어 주목을 끌고 있다.
출토되는 유물들로 보아 통일신라 후기에서 고려 전기까지 사용된 성터였을 것으로 짐작된다.

## 참고 자료
- 무진고성지 - 국가유산청 국가유산포털